# Ghiacciaio Ward
Il ghiacciaio Ward è un piccolo ghiacciaio lungo circa 3 km situato sulla costa di Scott, nella regione centro occidentale della Dipendenza di Ross, nell'Antartide orientale. Il ghiacciaio, il cui punto più alto si trova a circa 1100 m s.l.m., si trova all'estremità meridionale dei colli Denton, dove fluisce verso sud-est, partendo dal versante orientale della sella Armitage e scorrendo fino a terminare il proprio percorso poco prima di raggiungere la baia di Walcott. Durante la stagione estiva dal ghiacciaio parte un flusso di acqua che va ad alimentare il lago Ward per poi riversarsi infine nella sopraccitata baia.

## Storia
Il ghiacciaio Ward è stato così battezzato da Thomas Griffith Taylor, capo-geologo della spedizione Terra Nova, condotta dal 1910 al 1913, in onore di L. Ward, un geologo tasmaniano.